# Josip Velikanje
Josip (Jožef) Velikanje (Srednja Kanomlja kraj Idrije, 18. ožujka 1843. – Idrija, 29. listopada 1921.), svećenik i narodni preporoditelj. 

## Životopis
Goričku bogosloviju pohađao je 1866. – 1870. na poziv biskupa Jurja Dobrile, a zaređen je 1870. za svećenika Porečko-puljske biskupije.
Prvo je službovao kao kapelan u Balama i Krmedu, u puljskoj katedrali i u kapelaniji Kavran mutvoranske župe (Vodnjanski dekanat u sastavu kojeg su bile kapelanije Marčana i Kavran). Godine 1875. imenovan je kapelanom u Juršićima, gdje je ostao do umirovljenja 1921. godine. Tu je našao materijalno i duhovno zapuštenu zajednicu, u kojoj je energično i sustavno radio na općem i duhovnom obrazovanju mladih, a za njima su se osvješćivali i odrasli. Uz pomoć biskupa Dobrile dogradio je crkvu i župni stan, a uz potporu austrijskih državnih vlasti izgradio je i školu, u kojoj je sam poučavao dok joj nije bio dodijeljen učitelj. Međutim, talijanske vlasti poslije 1918. držale su ga nepoćudnim, pa su brzo isposlovale njegovo umirovljenje, nakon čega se vratio u Idriju.